# 鄭柄
鄭柄（越南语：／；1670年6月20日—1703年2月13日），越南黎中興朝第六代郑主郑根的孙子、鄭栐的儿子，未及繼位便去世，後追封為晉光王，廟號睿祖。

## 生平
景治八年五月初四日（1670年6月20日），鄭柄出生，是鄭栐長子。初封副都將太尉晉郡公。正和九年（1688年），鄭柄升為節制各處水步諸營兼總政權太尉晉國公，開翊國府。正和二十三年十二月二十八日（1703年2月13日），鄭柄去世，壽三十三歲。尊封參宰上相公，諡明慶。
鄭柄祖父郑根到76岁才去世，鄭柄和父亲鄭栐都先于郑根而死。永盛五年（1709年），郑根去世，由鄭柄的儿子、23岁的郑㭎嗣位。永盛七年（1711年），鄭㭎下令議定祖父和父親廟制祀禮，追尊父亲鄭柄为晉光王，入祀正宮廟（鄭主太廟）。後累加美字為英明聰睿迪哲溫文積善培基貽謀裕後紹猷昌胤篤祐延休廓度宏謨崇禧茂德晉光王。景興四十三年（1782年），靖都王鄭森追上廟號為睿祖。

## 家族
- 父：淳祖良穆王鄭栐[1]
- 母：慈慎惠妃阮氏玉裔[1]

- 妃：
  - 慈宣太妃張氏玉楮（Trương Thị Ngọc Chử）[5][1]
  - 溫容正妃陳氏玉然[1][註 2]，廉郡公陳登瀛女[6]
  - 慈碩次妃某氏玉繒[1]
  - 懿行尚穆院尚穆阮氏惠[1]

- 子：[1]
  - 允忠公，贈淵公鄭檡[7]
  - 僖祖仁王鄭棡
  - 珣郡公鄭𣛿
  - 鼎忠公鄭柱
  - 曔郡公鄭椼
  - 泳郡公鄭奎
  - 保郡公鄭槐
  - 芳郡公鄭柲
  - 欽郡公鄭梴
  - 慎郡公鄭㭘
  - 信郡公鄭椁
  - 瓆郡公鄭橎
  - 匡郡公鄭校
  - 謹郡公鄭綏
  - 寬郡公鄭鼎
  - 瑞忠公鄭檳

- 女：[1]
  - 郡主鄭氏玉欄（嫁霑郡公黃時夤）
  - 春輝長上郡主鄭氏玉椿（嫁萱郡公黎時淏）
  - 郡主鄭氏玉機（嫁頴郡公黎梃）
  - 郡主鄭氏玉樸（嫁勳郡公鄧廷諫）
  - 郡主鄭氏玉杵（嫁振祥侯陳功㫧）
  - 郡主鄭氏玉槻（嫁溢壽侯鄧廷魁）
  - 郡主鄭氏玉枚（嫁祥壽侯鄧廷牲）
  - 郡主鄭氏玉案（嫁檻壽侯黎性）
  - 郡主鄭氏玉楮（嫁擢壽侯高爍）
  - 郡主鄭氏玉槿（嫁俊武侯阮德擢）
  - 郡主鄭氏玉梡（嫁潤派侯鄧廷提）
  - 郡主鄭氏玉芳（嫁顯忠侯鄧廷謹）
  - 郡主鄭氏玉榕（嫁厚壽侯鄧桱）
  - 郡主鄭氏玉堯（嫁鐸壽侯枚世晏）

## 腳註
1. ↑  〈鄭氏世家〉原文作「景治庚戌年五月初四」，而景治庚戌干支則為八年。[1]
2. ↑  一作慈容正妃[4]。